# ローワー・メリオン郡区 (ペンシルベニア州モンゴメリー郡)
ローワー・メリオン郡区（英: Lower Merion Township）は、アメリカ合衆国ペンシルベニア州東部のモンゴメリー郡のタウンシップ（郡区）である。ペンシルベニア・メインラインと呼ばれるフィラデルフィア市の郊外部に位置している。2010年の国勢調査での人口は57,825人であり、郡内では人口最大の自治体だった。国内の人口4万人以上の自治体の中で世帯当たり年収の中央値では第4位だった。
「メリオン」という名前は北ウェールズのメリオネスシャー(en)に由来している。「メリオネス」はウェールズ語の「メリオニード」を英語化したものである。
ローワー・メリオンは、アッパー・ダービー・タウンシップ、ハバフォード・タウンシップ、チェルトナム・タウンシップと共に、フィラデルフィア郊外部の中でも内側の輪を形成している。

## 歴史

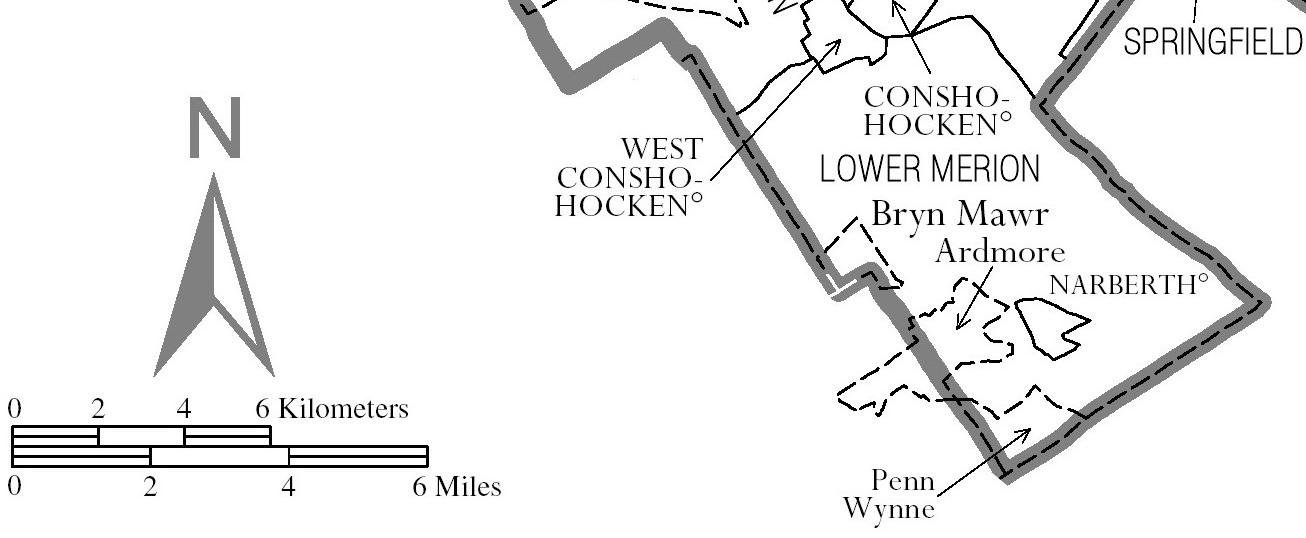
ローワー・メリオン付近図

ローワー・メリオン・タウンシップとなった地に最初に入植したのは、1682年、ウィリアム・ペンから土地を払下げられた（ウェールズ・トラクト）ウェールズ出身のクエーカー教徒だった。1713年独立したタウンシップとして設立され、当時土地所有者と小作人合わせて52人が登録されていた。1900年、第1級タウンシップとして法人化された。町の中には1695年に建てられ、国内でも最古の連続して使われている礼拝所、メリオン・フレンズ集会所がある。
ミルクリーク歴史地区とセビル劇場がアメリカ合衆国国家歴史登録財に指定されている。2011年にはグリーヒル農園が追加された。

## 地理
アメリカ合衆国国勢調査局に拠れば、領域全面積は23.9平方マイル (61.8 km2)であり、このうち陸地23.7平方マイル (61.4 km2)、水域は0.2平方マイル (0.4 km2)、水域率は0.67%である。
ローワー・メリオン・タウンシップはフィラデルフィア市の北に接しており、他にはコンショホッケン・ボロ、ウェスト・コンショホッケン・ボロ、アッパー・メリオン・タウンシップ、ホワイトマーシュ・タウンシップ（以上モンゴメリー郡）、デラウェア郡のハバフォード・タウンシップ、ラドナー・タウンシップと接している。広さ0.5平方マイル (1.3 km2) しかないが独立した政体であるナーバース・ボロはローワー・メリオン・タウンシップの中に完全に囲まれている。
タウンシップの南側境界になっているのが、シティ・アベニュー（アメリカ国道1号線）であり、そこからフィラデルフィア市に入る。シティ・アベニューに沿ってスクーカル・イクスプレスウェイが始まり、ロード・アンド・テイラーとなってバラ・シンワイドのベルモント・アベニューまで続き、「ゴールデン・マイル」と呼ばれるものになる。ここにはラジオ局とテレビ局、エクソン・ビル、フォックス・ビル、ジャーマンタウン貯蓄銀行ビルがある。これらのビルの背後にはワン・ナインティ・ワン集合住宅とバラ・シンワイド・プラザがある。
タウンシップの東側境界はスクーカル川に沿っている。これに自動車専用道のスクーカル・イクスプレスウェイ（州間高速道路76号線）が並行し、フィラデルフィアとペンシルベニア・ターンパイクのバレーフォージ・インターチェンジを繋いでいる。タウンシップのすぐ外側にミッドカウンティ・インターチェンジがある。
タウンシップを通るその他の幹線道としては、アメリカ国道30号線、ペンシルベニア州道23号線、同320号線がある。
ヨーロッパ人が入植する前のローワー・メリオンの深い森には、クマ、クーガー、オオカミ、ガラガラヘビ、カワウソ、ビーバー、イタチ、ライチョウ、ウッドランドバイソン、マス、ハクトウワシが棲んでいた。ヨーロッパ人が到着すると森の伐採を始め、野生生物の多くを追い出した。第二次世界大戦後、ローワー・メリオンは農業の町から郊外地に変身し、それによって野生生物も変わった。今日では、アカギツネ、シロアシネズミ、ミミズク、スカンク、アライグマ、ザリガニ、鳴き鳥、蝶々、シロオジカが棲んでいる。

### 未編入の町
- アードモア（一部はデラウェア郡内）
- バラ・シンワイド
- ベルモントヒルズ
- ブラインモウワー（一部はデラウェア郡内）
- グラッドワイン
- ハバフォード（一部はデラウェア郡内）
- メリオン
- オーバーブルックヒルズ
- ペンコイド
- ペンバレー
- ペンワイン
- ローズグレン
- ローズモント（一部はデラウェア郡内）
- ビラノバ（一部はデラウェア郡内）
- ワインウッド

## 人口動態
2010年国勢調査時点での人種別人口構成は、白人85.7%、黒人5.6%、インディアン0.1%、アジア系6.0%、混血1.9%、ヒスパニック系3.0%となっていた。
以下は2000年国勢調査による人口統計データである。
| 基礎データ - 人口: 59,850 人（2000年から9.7%成長） - 世帯数: 22,868 世帯 - 家族数: 15,024 家族 - 人口密度: 975.4人/km2（2,526.1 人/mi2） - 住居数: 23,699 軒 - 住居密度: 386.2軒/km2（1,000.3軒/mi2） 人種別人口構成 - 白人: 90.30% - アフリカン・アメリカン: 4.50% - ネイティブ・アメリカン: 0.08% - アジア人: 3.42% - 太平洋諸島系: 0.07% - その他の人種: 0.50% - 混血: 1.12% - ヒスパニック・ラテン系: 1.60% 年齢別人口構成 - 18歳未満: 21.7% - 18-24歳: 10.7% - 25-44歳: 23.0% - 45-64歳: 26.2% - 65歳以上: 18.5% - 年齢の中央値: 41歳 - 性比（女性100人あたり男性の人口） - 総人口: 83.5 - 18歳以上: 78.7 | 世帯と家族（対世帯数） - 18歳未満の子供がいる: 29.4% - 結婚・同居している夫婦: 56.7% - 未婚・離婚・死別女性が世帯主: 7.0% - 非家族世帯: 34.3% - 単身世帯: 28.3% - 65歳以上の老人1人暮らし: 12.4% - 平均構成人数 - 世帯: 2.42人 - 家族: 2.99人 収入と家計 - 収入の中央値 - 世帯: 86,373米ドル（2007年推計では114,608ドル） - 家族: 115,694 米ドル（2007年推計では148,123ドル） - 性別 - 男性: 77,692米ドル - 女性: 43,793米ドル - 人口1人あたり収入: 55,526米ドル - 貧困線以下 - 対人口: 4.5% - 対家族数: 1.9% - 18歳未満: 2.8% - 65歳以上: 5.6% |

## 政府と政治
| 年     | 共和党       | 民主党       |
| ------ | ------------ | ------------ |
| 2012年 | 33.4% 11,945 | 65.7% 23,516 |
| 2008年 | 29.1% 10,747 | 70.4% 26,006 |
| 2004年 | 33.0% 11,990 | 66.7% 24,262 |
| 2000年 | 32.0% 10,657 | 65.9% 21,946 |
| 1996年 | 35.1% 10,774 | 59.1% 18,178 |
| 1992年 | 35.6% 12,249 | 54.7% 18,814 |

ローワー・メリオンは第1級タウンシップであり、行政委員会は14の選挙区からそれぞれ選出される14人の委員で構成されている。
ローワー・メリオン・タウンシップは、アメリカ合衆国下院議員の選挙でペンシルベニア州第13選挙区と第2選挙区に属し、州議会下院では第149選挙区と第194選挙区に、同上院では第17選挙区に属している。

## 鉄道の駅
ローワー・メリオン・タウンシップは、ペンシルベニア・メインラインと呼ばれる裕福な郊外町の並びにあり、その名称はタウンシップを通る鉄道の本線に由来している。南東ペンシルベニア交通局パオリ/ソーンデール線が通っており、タウンシップ内の次の町に停車駅がある。
- メリオン駅、メリオン
- ワインウッド駅、ワインウッド
- アドモア駅、アドモア
- ハバフォード駅、ハバフォード
- ブラインモウワー駅、ブラインモウワー
- ロースモント駅、ローズモント

南東ペンシルベニア交通局シンワイド線はウィークデイに運行しており、バラ・シンワイドの中に以下の駅がある。
- バラ駅
- シンワイド

## 経済

### 主要雇用主
ローワー・メリオン・タウンシップの2013年包括的財務報告書に拠れば、タウンシップ内の主要雇用主は次の通りである。
| 順位 | 雇用主                                                        | 従業員数 | 地区                           |
| ---- | ------------------------------------------------------------- | -------- | ------------------------------ |
| 1    | メインライン・ヘルス （ランクノー病院とブラインモウワー病院） | 4,119    | ワインウッドとブラインモウワー |
| 2    | ローワー・メリオン教育学区                                    | 1,742    | アードモア                     |
| 3    | ブラインモウワー・カレッジ                                    | 1,128    | ブラインモウワー               |
| 4    | サスケハナ・インターナショナル・グループ                      | 1,020    | バラ・シンワイド               |
| 5    | フィラデルフィア保険会社                                      | 670      | バラ・シンワイド               |
| 6    | ファースタッフ・ナーシング                                    | 607      | バラ・シンワイド               |
| 7    | セントジョセフ大学                                            | 587      | メリオン                       |
| 8    | ハーカム・カレッジ                                            | 553      | ブラインモウワー               |
| 9    | ローワー・メリオン・タウンシップ                              | 519      | アードモア                     |
| 10   | アクア・アメリカ                                              | 425      | ブラインモウワー               |

## 教育

### 初等中等教育

#### 公立学校

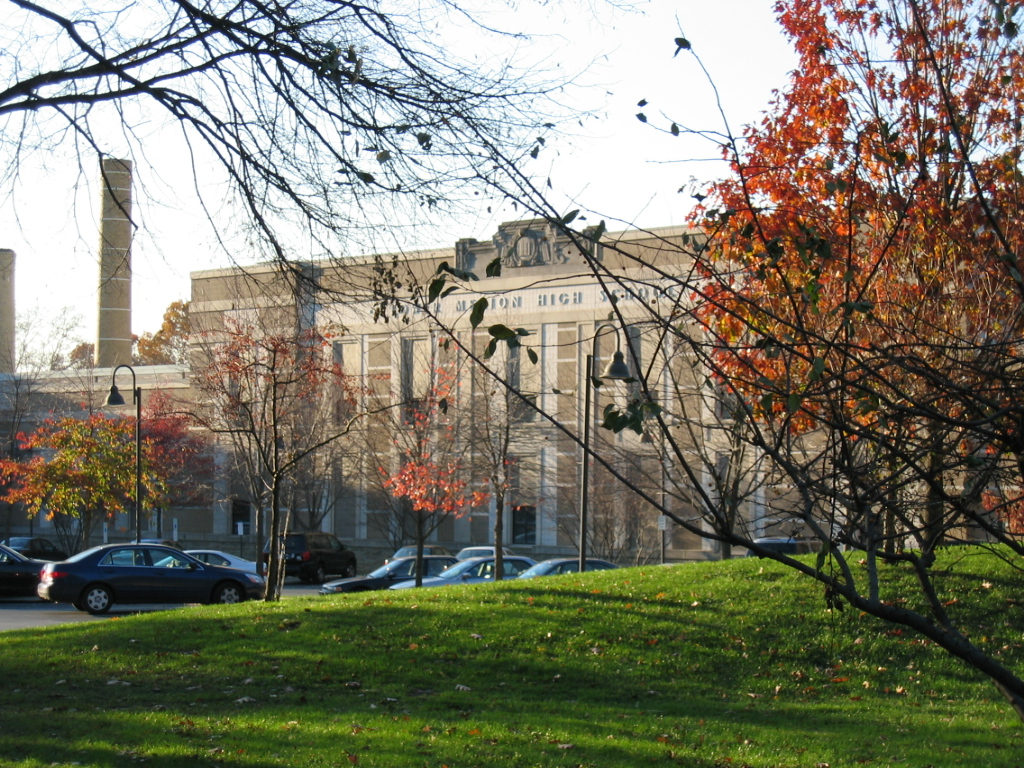
ローワー・メリオン高校、改修前の建物

ローワー・メリオン・タウンシップの児童生徒はローワー・メリオン教育学区の学校に入学する。ただし私立学校に行く者は例外である。この町で最初の学校は国内でも最初期の公立学校であるローワー・メリオン・アカデミーだった。
この学区には小学校6校、中学校1校、高校2校（ローワー・メリオン高校とハリトン高校）がある。

##### 著名な卒業者
バスケットボールのスター選手コービー・ブライアントはローワー・メリオン高校を卒業した。1996年には高校のチームを州の選手権に出場させた。映画監督のマーシャル・ハースコビッツもローワー・メリオン高校を卒業した。著作家ライザ・スコットラインもローワー・メリオン高校を卒業した。ロナルド・レーガン大統領の政権では最初の国務長官アレクサンダー・ヘイグも、プリンストン大学教授のロバート・フェイグルズも同様である。ハーバード大学の元学長で第71代アメリカ合衆国財務長官となったローレンス・サマーズはハリトン高校の卒業である。
俳優のデヴィッド・ボレアナズはローズモントにあるローズモント・スクール・オブ・ザ・ホーリー・チャイルドで学んだ。その父であるデイブ・ロバーツは、フィラデルフィアのテレビ局で気象予報士をしている。

#### 私立学校
ローズモント・スクール・オブ・ザ・ホーリー・チャイルドはローズモント地区にあり、ローマ・カトリック教会フィラデルフィア大教区と関係があるが、統括はされていない。ローズモント・カレッジの隣にある。
その他の私立学校として、シプリー学校、ボールドウィン学校、ウォルドロン・マーシー・アカデミー、ハバフォード学校、アグネス・アーウィン学校、フレンズ中央学校、フレンチ・インターナショナル・スクール・オブ・フィラデルフィアがある。

### 高等教育機関

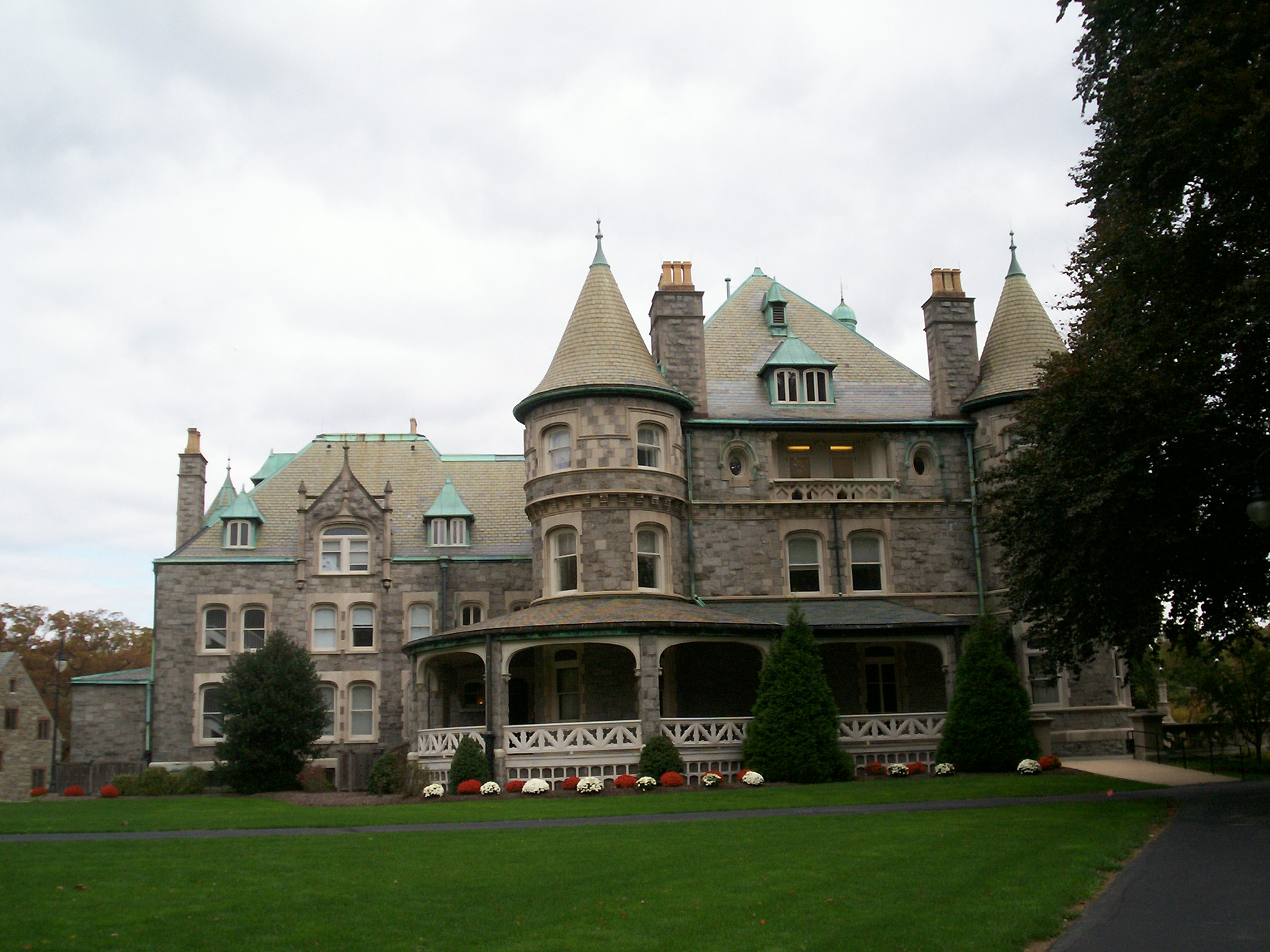
ローズモント・カレッジの本館

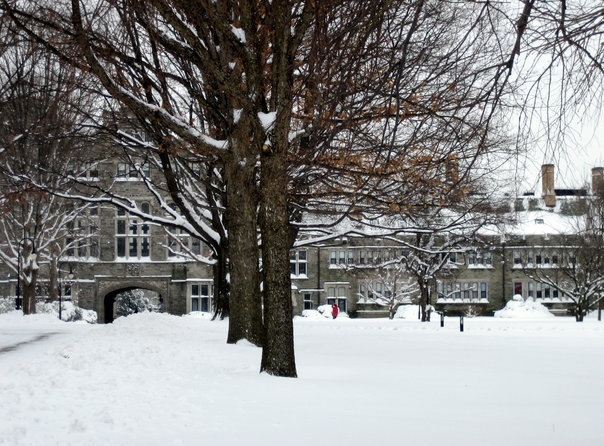
ブラインモウワー・カレッジのペンブローク・ホール

ブラインモウワー・カレッジ、ハーカム・カレッジ、ローズモント・カレッジ、セントチャールズ・ボロメオ神学校がローワー・メリオン内になる。セントジョセフ大学のキャンパスがフィラデルフィアとの市境に跨っており、ハバフォード大学のキャンパスはハバフォード・タウンシップとの境界に跨ってある。

### その他の教育機関
日本語の補習授業を行うフィラデルフィア日本語補習授業校 (JLSP, Firaderufia Nihongo Hoshū Jugyō Kō)が、ワインウッド地区のフレンズ中央学校で授業を行っている。

## 著名な出身者
- ヘンリー・アーノルド、第二次世界大戦の空軍将軍、陸軍元帥と空軍元帥を兼ねる
- パティ・ラベル、歌手、女優
- テディ・ペンダーグラス、R&B歌手
- M・ナイト・シャマラン、映画監督、脚本家
- ローレンス・サマーズ、ハーバード大学の元学長、第71代アメリカ合衆国財務長官
- コービー・ブライアント、元バスケットボール選手

## 学校のパソコンによるスパイ事件
2010年、ある高校生が学校の管理官を訴え出た。この学校管理官は学校が支給したノートパソコンのカメラ機能を使って、家に居るときの生徒の様子をスパイしたというのが理由である。「ロビンス対ローワー・メリオン教育学区事件」と呼ばれている。判決は原告の訴えを認めたものとなり、教育学区に罰金を払わせた。
このハリトン高校の事件ではエレクトロニク・フロンティア財団とアメリカ市民自由連合が憲法に抵触すると考え、原告を支援する法廷助言書を提出した。